# 卡普凱克峰
卡普凱克峰（英語：Cupcake Peaks），是南極洲的山峰，位於沙克爾頓海岸，屬於邱吉爾山脈的一部分，海拔高度1,391米，由美國南極名稱諮詢委員命名，現時由南極條約體系管理。